# Park Place Tower
De Park Place Tower is een wolkenkrabber in Chicago, Verenigde Staten. De bouw van de woontoren werd in 1971 voltooid. Het gebouw staat op 655 West Irving Park Road.

## Ontwerp
De Park Place Tower is 161,85 meter hoog en telt 56 verdiepingen. Het modernistische gebouw is ontworpen door Loewenberg & Loewenberg en heeft een gevel van beton.
Het gebouw bevat naast woningen ook winkels, een zwembad, een fitnesscentrum, een parkeergarage en zonnedek. De parkeergarage biedt plaats aan 745 auto's, verdeeld over drie verdiepingen.